# Живая вода (Библия)

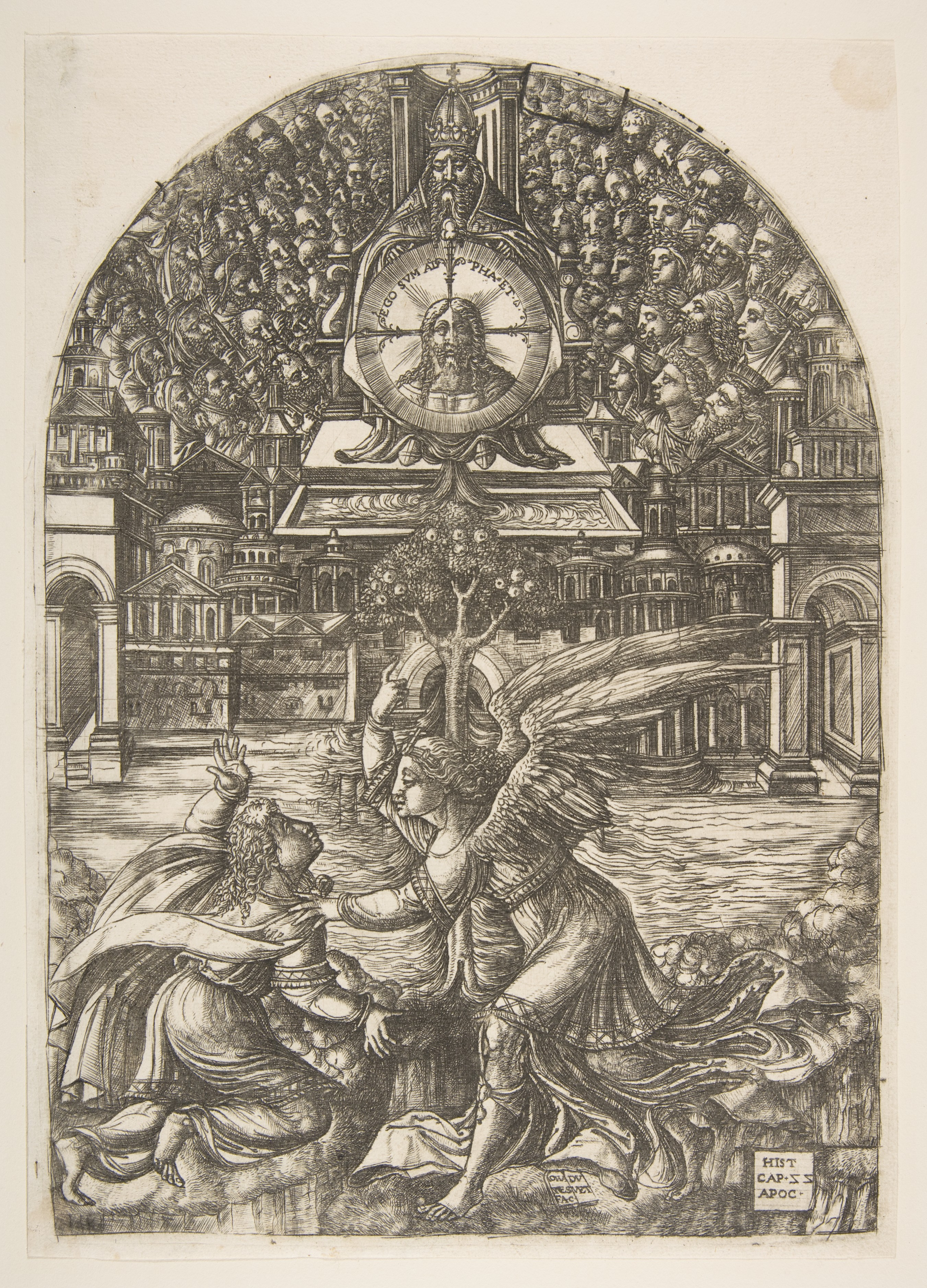
Ангел показывает святому Иоанну источник живой воды, из Апокалипсиса (Жан Дюве, XVI век)

Живая вода (др.-евр. מַֽיִם-חַיִּ֖ים‬ mayim-ḥayyîm; греч. ὕδωρ ζῶν, hydōr zōn) — библейский термин, встречающийся как в Ветхом, так и в Новом Заветах. В Иер. 2:13 пророк описывает Бога как «источник живой воды», который был оставлен избранным им народом Израиля. Позже пророк Захария описал Иерусалим как источник «живой воды», «половина которого течет на восток к Мёртвому морю, а половина на запад к Средиземному морю, летом и зимой» (Зах. 14:8). В Pulpit Commentary отмечается, что город Иерусалим «как мы знаем, обильно снабжался водой по многим каналам и подземным ходам; но, поскольку он окружен холмами, которые выше его самого, физически невозможно, чтобы вода текла буквально, как указано. Описание символическое…». Однако это не учитывает различные топологические изменения, предсказанные в предыдущих стихах, например, в Зах. 14:4: «В тот день ноги Его будут стоять на горе Елеонской, которая лежит перед Иерусалимом на востоке, и гора Елеонская разделится надвое с востока на запад очень широкой долиной, так что одна половина горы переместится на север, а другая — на юг».
В Евангелии от Иоанна эта фраза приписывается Иисусу в разговоре с Самарянкой, которую он встретил у колодца Иакова в Сихаре:
«Если бы вы знали дар Божий и Кто есть Тот, Кто просит у вас пить, то попросили бы Его, и Он дал бы вам воду живую» (Иоан. 4:10)